# Морсько (Сілезьке воєводство)
Морсько (пол. Morsko) — село в Польщі, у гміні Влодовиці Заверцянського повіту Сілезького воєводства.
Населення — 292 особи (2011).
У 1975-1998 роках село належало до Ченстоховського воєводства.

## Демографія
Демографічна структура станом на 31 березня 2011 року:
|          | Загалом | Допрацездатний вік | Працездатний вік | Постпрацездатний вік |
| -------- | ------- | ------------------ | ---------------- | -------------------- |
| Чоловіки | 140     | 34                 | 90               | 16                   |
| Жінки    | 152     | 32                 | 91               | 29                   |
| Разом    | 292     | 66                 | 181              | 45                   |